# Eugène Chaper
Pour les articles homonymes, voir Chaper.
Camille Eugène Chaper est un militaire, ingénieur et homme politique français né à Grenoble le 17 janvier 1827 et mort dans la même ville le 23 décembre 1890.

## Biographie
Il est le fils d'Achille Chaper (1795-1874), ingénieur, haut fonctionnaire et député et d'Henriette Teisseire (1802-1881).
Après avoir intégré l'École polytechnique à l'âge de dix-huit ans, puis l'École d'application de Metz, il effectue des études de Droit, avec pour projet de devenir auditeur au Conseil d'État. Mais la fin de la Monarchie de Juillet, régime auquel fut attachée la carrière de fonctionnaire de son père, demeuré fidèle aux Orléans, met un terme à ce projet.

### Carrière militaire et politique
Il réintègre donc l'Armée en tant qu'officier du Génie et participe à l'agrandissement de la rade de Toulon. Durant la guerre de Crimée, il s'illustre à la bataille d'Inkerman et au siège de Sébastopol, obtenant la Légion d'honneur en 1854. Il s'occupe par ailleurs de l'approvisionnement de l'Armée d'Orient à Constantinople tout en remettant à neuf l'ambassade russe, le Drogmanat et la légation russe de cette même ville. Ses services sont récompensés en 1857 par l'Ordre du Medjidié de Turquie et l'Ordre de Saint-Stanislas de Russie.
Après son mariage avec Valentine Giroud, fille du président des mines de La Mure, il entame une carrière d'ingénieur et administrateur de cette exploitation, qu'il dirigera à la suite de son beau-père.
Membre du Conseil municipal de Grenoble durant de Second Empire, il demeure néanmoins le chef du parti orléaniste en Dauphiné et un opposant déclaré à Napoléon III.
Pendant la guerre de 1870, il est officier d'ordonnance du  général Chabaud-Latour, son oncle par alliance. Peu après le siège de Paris, il est élu député de l'Isère lors des élections législatives de 1871 sans avoir présenté sa candidature, par 52 068 voix sur 92 816 votants, mais il accepte son élection et siège au centre-droit avec les Orléanistes.
Il parla dans la discussion sur la loi militaire, et vota pour la paix, pour les prières publiques, pour l'abrogation des lois d'exil, pour le pouvoir constituant, pour la démission de Thiers, contre le retour du Parlement à Paris, contre la dissolution, pour le septennat, pour l'état de siège, pour le ministère de Broglie, contre les amendements Wallon et Pascal Duprat. 
Il fit également partie de la commission d'enquête parlementaire chargée d'examiner les actes du Gouvernement de la défense nationale après la chute du Second Empire, et fut l'un des secrétaires de la commission relative au recrutement et à l’organisation des armées de Terre et de Mer.
Il se rallia au vote des lois constitutionnelles, le 25 février 1875.
Il ne demanda pas le renouvellement de son mandat aux élections de 1876, et devint président du Comité conservateur de l'Isère. Il entretient, tout comme son père une correspondance fournie et cordiale avec Philippe d'Orléans, prétendant orléaniste au Trône.

### Érudit et collectionneur
Il est admis en 1862 à l'Académie Delphinale dont il sera élu président à partir de 1879. C'est sous le pseudonyme d' un vieux bibliophile dauphinois qu'il fait éditer ses propres œuvres ou celles d'historiens ou bibliographes du Dauphiné.
Dans son château d'Eybens, il possédait la plus importante bibliothèque d'ouvrages relatifs au Dauphiné, avec d'autres ouvrages de prix, tel l'exemplaire Chaper de La Chartreuse de Parme, et nombre d'autographes. Il légua la plus grande partie de sa collection à la bibliothèque municipale de Grenoble, aux Archives départementales de l'Isère et au muséum d'histoire naturelle de la ville.
Il était le frère du zoologue et paléontologue Maurice Chaper, et cousin du Président de la République Jean Casimir-Périer.
Il est inhumé au Cimetière Saint-Roch à Grenoble.